# Chlorophorus scenicus
Chlorophorus scenicus là một loài bọ cánh cứng trong họ Cerambycidae.